# كأس بطولة الولايات المتحدة المفتوحة 2014
كأس بطولة الولايات المتحدة المفتوحة 2014 (بالإنجليزية: 2014 U.S. Open Cup)‏ هو الموسم 101 من  كأس بطولة الولايات المتحدة المفتوحة. أقيم خلال الفترة 7 مايو 2014 وحتى 16 سبتمبر 2014، وأشرف على تنظيمه اتحاد الولايات المتحدة لكرة القدم، وكان عدد الأندية المشاركة فيه  80، وفاز فيه سياتل ساوندرز.